# Andrij Dzjelep
Andrij Jaroslavovytj Dzjelep (ukrainska: Андрій Ярославович Джелеп), född 23 januari 2000, är en ukrainsk brottare som tävlar i fristil.

## Karriär
Vid EM 2025 i Bratislava tog Dzjelep brons i 61 kg-klassen efter att ha besegrat Dzmitry Shamela i bronsmatchen.